# Karl Pistorius (Sänger)

Autogrammkarte Karl Pistorius

Karl Pistorius (* 22. September 1898 in Eger; † 5. April 1966 in Zürich) war ein österreichischer Operettensänger (Tenor). Er hatte diverse Engagements an Opernhäusern im deutschsprachigen Raum.

## Leben
Nach Besuch der Realschule in Eger versuchte er sich 1918 erst als Fotograf in Franzensbad. 1925 wurde er II. Operettentenor in Regensburg; im gleichen Jahr trat er in Wien auf. Pistorius arbeitete anschließend 1926/27 als Tenor in Brüx und 1927–1929 in Teplitz-Schönau, bevor er 1929 nach Düsseldorf ging. Er war von 1930 bis 1935 als I. Tenor an der Frankfurter Oper tätig; danach wirkte er bis 1963 in Zürich. 1960 wirkte er im Film Wilhelm Tell mit.

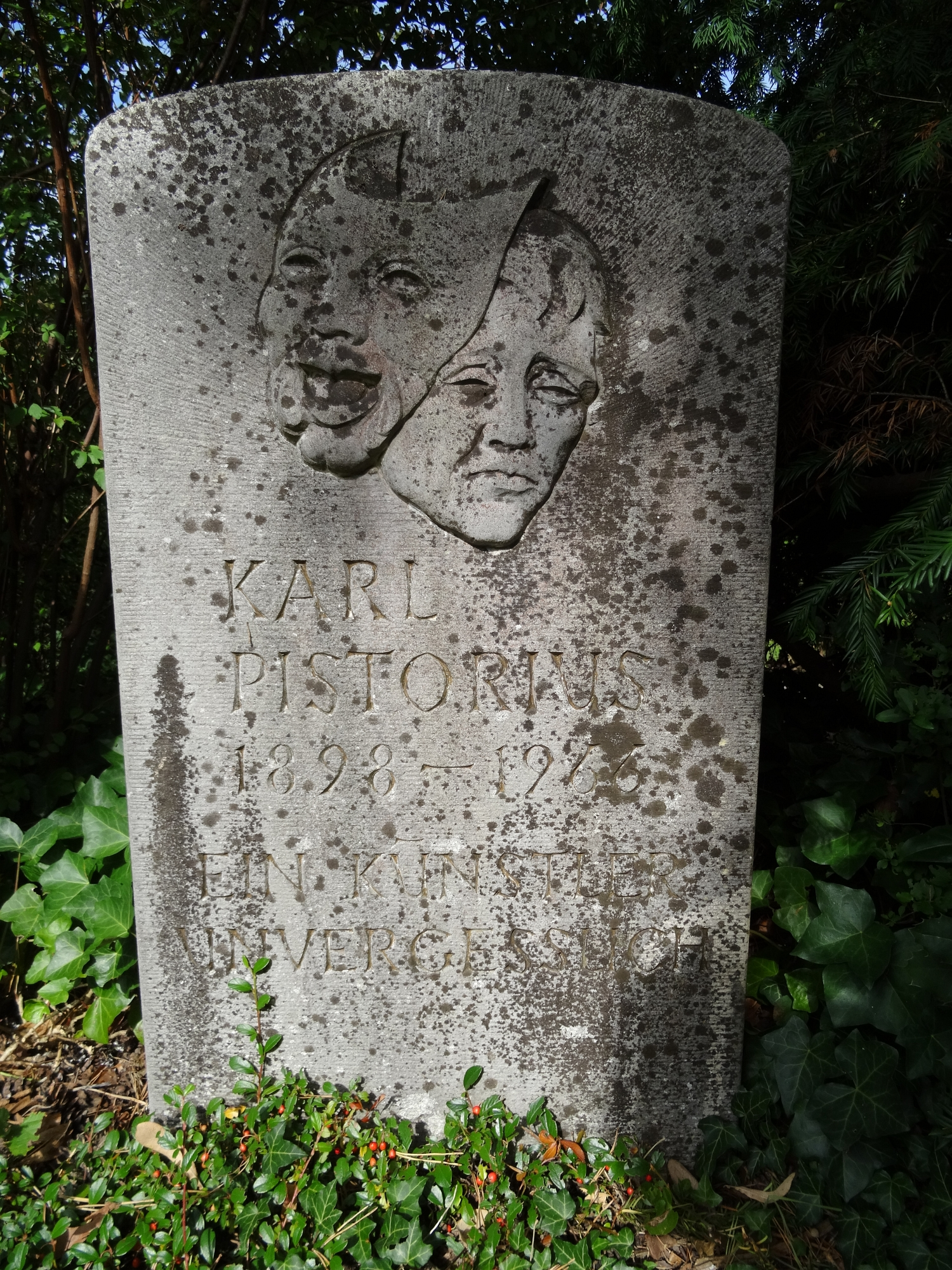
Grabstein, Friedhof Rehalp, Zürich

Karl Pistorius war mit der Operettensängerin Wally-Arno Pistorius verheiratet. Sein Grab ist am Zürcher Friedhof Rehalp (Anlage) zu finden. Seine Grabstätte wurde aufgehoben.